# Jérémie Kaminka
Pour les articles homonymes, voir Kaminka.
Jérémie Kaminka, né le 6 mars 1976, est un scénariste français.

## Œuvre
- Phenomenum (scénario), avec Marc Védrines (dessin), Glénat, collection « Grafica » :

1. Opus 0, 2002  (ISBN 2-7234-3717-5)[1]
2. Opus 1 : Futur Antérieur, 2004  (ISBN 2-7234-4329-9)
3. Opus 2 : Passé Composé, 2005  (ISBN 2-7234-4714-6)